# مطار شياوغويان غويتو

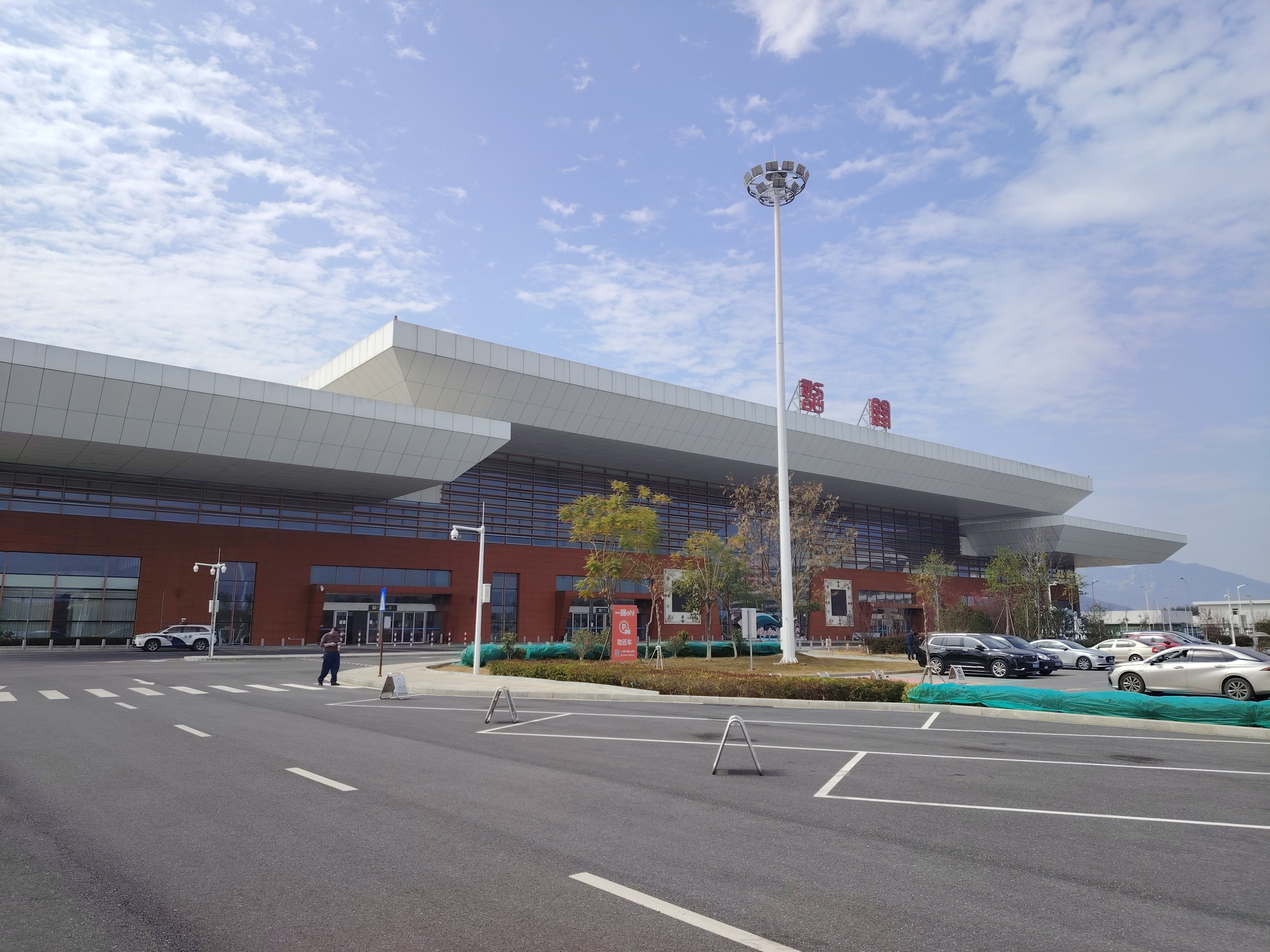
مبنى محطة مطار شاوقوان دانشيا.

مطار شياوغويان غويتو (بالصينية: 韶关桂头机场)(إياتا: HSC، إيكاو: ZGSG) مطار عسكري/عام يقع بمدينة Ruyuan County في الصين. يقع على بعد 18 كم جنوب شرق بلدة ليشانغ، على بعد 25 كم شمال غرب وسط المدينة. بني القاعدة الجوية في عام 1970 وخدم لفترة وجيزة الرحلات الجوية التجارية من 1986 إلى 1989. كانت هناك خطط لتوسيع المطار في أوائل عام 2008. بدأ بناء مشروع توسعة المطار في أكتوبر 2017، وافتتح في 27 نوفمبر 2021.

## شركات الطيران والوجهات
| شركـات طيـران            | الوجهات                                                                  |
| ------------------------ | ------------------------------------------------------------------------ |
| خطوط العاصمة بكين الجوية | مطار نانجينغ الدولي                                                      |
| Chengdu Airlines         | مطار تشنغدو تيانفو الدولي، مطار فوتشو تشانغله الدولي، مطار جييانغ شاوشان |
| طيران الصين اكسبرس       | مطار تشونغتشينغ جيانغبى الدولي، Zhanjiang                                |
| خطوط جنوب الصين الجوية   | مطار بكين داشينغ الدولي                                                  |
| خطوط هاينان الجوية       | مطار هايكو ميلان الدولي، مطار شنيانغ الدولي، مطار شيان شيانيانغ الدولي   |
| خطوط جونياو الجوية       | مطار نانينغ الدولي، مطار شانغهاي بودنغ الدولي                            |
| طيران لونج               | مطار هانغتشو شياوشان الدولي، مطار كونمينغ جانغشوي الدولي                 |
| خطوط شاندونغ الجوية      | مطار جييانغ شاوشان، مطار غينغادو جياودونغ الدولي                         |

## وصلات خارجية
- http://www.flightstats.com/go/Airport/airportDetails.do?airportCode=HSC